# 창녕옥야중학교
창녕옥야중학교(昌寧沃野中學校)는 대한민국 경상남도 창녕군 이방면 장천리에 있는 사립 중학교이다.

## 학교 연혁
- 1949년 9월 5일 : 장천고등공민학교 개교
- 1951년 11월 6일 : 장천고등공민학교 인가
- 1952년 2월 23일 : 재단법인 옥야학원 설립허가
- 1952년 12월 9일 : 옥야중학교 설립인가(6학급 360명)
- 1972년 3월 10일 : 중학교 학구제로 3학급 감축(덕곡, 청덕, 우곡중학교 개교)
- 1990년 10월 26일 : 본관교사동 개축완공(1984년~1990년) 17.5실
- 2003년 6월 14일 : 급식소, 강당(체육관), 시청각실 준공(524평)
- 2006년 1월 11일 : 제4대 이사장 최주희 취임
- 2006년 3월 1일 : 창녕옥야중학교(昌寧沃野中學校)로 교명 변경
- 2021년 3월 1일 : 제12대 교장 안병욱 취임
- 2023년 2월 7일 : 제71회 졸업식 거행(졸업생 9명, 연인원 6,585명)
- 2023년 3월 2일 : 2023학년도 입학식 거행(입학생 4명)

## 참고 자료
- 창녕옥야중학교 - 한국교육학술정보원 학교알리미